# 이희문
이희문(李熙文, 1976년 1월 6일 ~)은 대한민국의 경기민요 소리꾼이자 무형문화재 제57호 경기민요 이수자이다. 유명 소리꾼인 고주랑 명창의 아들로, 2003년 이춘희 명창의 제안으로 전통음악의 길에 들어선 이후, 안은미, 장영규 등 다양한 현대 예술가들과의 협업을 통해 전통과 현대를 아우르는 독창적인 예술 세계를 구축했다.
특히 2017년 밴드 씽씽으로 NPR 타이니 데스크 콘서트에 출연하며 국제적 주목을 받았으며, '잡(雜)', '쾌(快)', '탐(貪)' 등의 실험적 공연 시리즈를 통해 경기민요의 현대적 해석을 선보이고 있다. 그의 작품은 전통 경기민요의 본질을 유지하면서도 현대적 감각을 더한 혁신적인 시도로 평가받고 있다. 언론매체 등을 통해 국악계 이단아, B급 소리꾼, 조선 아이돌 등의 수식어로 불리고 있다.

## 어린 시절
이희문은 유명 소리꾼이었던 어머니 고주랑 명창의 아들로 태어나 서울 강남에서 성장했다. 가장인 어머니가 해외나 타지로 공연을 가는 경우가 많아 주로 외할머니 손에서 자라게 되었다. 어린 시절부터 어머니의 경기소리를 자연스럽게 접하며 자랐으며, 어머니가 공연을 가면 그의 LP를 들으며 시간을 보내는 등 어머니의 열렬한 팬이었다. 아버지는 재일한인으로 일본에서 사업을 하며 한국에 많이 방문하지 못하였고, 그가 초등학교 2학년이던 때 암으로 사망하였다. 중고등학교 시절에는 내성적이고 조용한 성격이었으나, 음악 시간에 반 대표로 노래하는 등 음악적 재능을 보였다. 트로트 가수 주현미, 비디오형 가수 마돈나, 마이클 잭슨을 좋아했으며, 특히 가수 민해경을 동경하여 그의 노래를 따라 부르고 춤을 추는 연습을 많이 했다.
중동고등학교에 입학한 시절부터 가수의 꿈을 키워 대학생 때 연예기획사에 연습생으로 들어가기도 하나 성공하지 못했다. 고등학교 졸업 후에는 단국대학교 동물자원학과에 입학하였다. 대학 시절에는 16mm 영화 동아리 활동을 하며 영상에 깊은 관심을 가졌고, 이는 후일 그의 예술적 표현에 영향을 미쳤다. 군대 제대 후 일본으로 유학을 떠나 동방방송학교(토호가쿠엔 전문학교)에서 영상을 전공했다. 일본에서 공부하기를 택한 것은 당시 상대적으로 선진적인 일본의 엔터테인먼트 시스템, 재일한인이었던 아버지의 제2의 고향으로 친숙했던 것이 이유였다. 그는 학교에서 좋은 성적을 거두어 뮤직비디오 제작사로부터 스카우트 제의를 받아 감독 커리어를 시작하려 했으나 비자 문제로 귀국하게 되었다. 그 후 한국에서 뮤직비디오 조감독으로 일하던 중, 2003년 어머니의 공연장에서 우연히 만난 이춘희 명창의 "소리 해보고 싶은 마음 없냐"는 제안을 받고 27세라는 비교적 늦은 나이에 경기민요의 길로 들어섰다.

처음에는 취미로 시작했으나, 소리를 배운 지 얼마 되지 않아 참가한 전국 경서도 소리경연대회에서 은상으로 좋은 성적을 거두었다. 전문적으로 국악을 공부해야 인정받을 수 있다는 이춘희 명창의 권유로 서울예술대학교 국악과에 입학하여 본격적인 전통음악 교육을 받았다. 세 번째 대학 입학이었던 이 시기는 2004년 경으로, 그는 뮤직비디오 제작 일과 학업을 병행하다가 MP3의 보급으로 뮤직비디오 산업이 위축되면서 전통음악에 전념하기로 결심했다. 초기에는 어머니의 명성으로 인한 부담감과 주변의 시선 때문에 어려움을 겪었다. 특히 그의 파격적인 스타일과 접근 방식은 보수적인 국악계에서 많은 비판을 받았다. 활동 3년 차에 접어들 무렵에는 거의 포기를 고민할 정도로 힘든 시기를 보냈다. 이러한 위기 속에서 2006년 안은미 안무가와의 만남을 통해 새로운 예술적 전환점을 맞이했다. 안은미는 첫 만남에 이희문에게서 여성성을 발견하고 이를 무대에 드러내보일 것을 권했다. 이희문은 이때부터 2013년 오더메이드 레퍼토리 시리즈를 공연하기까지의 과정을 다음과 같이 회상했다.
안은미컴퍼니의 <프린세스 바리> 작품에서 여성인지 남성인지 모호한 주인공 바리 역할을 맡았어요. 아들이 귀해 딸을 등한시했던 원작의 시대 배경이 지금과 너무 다르기에, 바리를 남자인지 여자인지 모를 생명체로 설정하셨대요. 이 작품을 위한 노래방 오디션 때 안은미 선생님은 제가 민해경 노래를 부르며 춤추는 걸 보고 바로 제 재능을 알아보셨지만, 제가 선생님의 말귀를 알아듣는 데는 7년이 걸렸어요. 전통이라는 틀과 제 안에 감추어진 진정한 제 모습 사이에서 계속 갈등하는 저를 보고 선생님은 자꾸 저를 찔러보셨어요. ‘너는 무대에서 마돈나, 민해경이 되고 싶잖아. 그걸 왜 감추니?’
안은미와의 작품 활동 이후 이희문은 전통음악계를 벗어나 다양한 예술가들과 교류하며 본격적으로 자신만의 독특한 예술 세계를 구축해 나가기 시작했다. 그는 2006년에 서울예술대학교 국악과, 2008년에는 용인대학교 국악과를 졸업하였고, 2011년 중앙대학교 국악교육대학원 석사과정을 수료하며 학업을 마무리했다.

## 예술 활동
2007년 안무가 안은미의 《바리 - 이승 편》에서 바리공주 역을 맡으며 본격적인 예술 활동을 시작했다. 2008년부터는 이희문 소리연주회 《희문》을 비롯한 개인 작업을 시작했으며, 2009년 경기민요에 집중하는 1인 기업으로 시작한 이희문컴퍼니를 설립하였다. 2010년에는 제16회 전국민요경창대회를 통해 종합부문 대통령상을 수상하였고, 이 해부터 경기소리 프로젝트 시리즈라는 자신만의 맞춤형 공연을 선보였다. 2013년부터는 안은미의 연출 영향으로 전통적인 틀을 벗어난 실험적인 무대를 선보이기 시작했다.

### 2010년대

#### 경기소리 프로젝트 시리즈
일회적으로 소비되던 전통성악을 공연의 중심으로 끌어온 프로젝트 공연이다. 《황제, 희문을 듣다》(2010년)는 고종 황제에게 소리를 들려준 박춘재를 모티브로 관객이 황제가 되고 이희문이 박춘재가 되어 궁중연희를 연행한다는 콘셉트로 경기소리 100년사를 재조명하였다. 《거침없이 얼씨구》(2012년)는 아마추어 중장년 여성들과 함께 꾸미는 서울소리 민요 무대이다.

#### 오더메이드 레퍼토리 시리즈
안은미가 총연출을 맡은 '잡(雜)', '쾌(快)', '탐(貪)'으로 이어지는 공연으로, 기존의 전통 공연을 기성복으로 명명하고 이 시대의 변화를 새로 입은 전통음악을 ‘오더메이드 레퍼토리’로 지칭해 이희문만의 음악세계를 펼치는 시리즈이다.
- 잡(雜, ZAP): 2013년 경기소리 12잡가를 재해석한 공연이다. 작곡가이자 연주자 이태원과 장영규가 각각 6곡씩 연출을 맡았으며, 180석 규모의 극장에 1억 원의 제작비를 투입한 대형 프로젝트였다.[1][11][24] 2014년 팸스초이스에 선정되어 이탈리아 파브리카 유로파 페스티벌의 오프닝 공연을 장식했으며, 23명의 출연진이 무대에 올라 전석 매진을 기록했다.[12]
- 쾌(快): 2014년 굿을 현대적으로 해석한 공연으로, 이후 씽씽 결성의 계기가 되었다.[15][1][11][20] 무속인들의 성별을 초월하는 특성에서 영감을 받아 중성적 캐릭터를 연출했으며, 이는 이희문의 대표적인 퍼포먼스 스타일을 확립하는 공연이 되었다.[12][13]
- 탐(貪): 전통소리와 서구적 클럽 문화의 장르적 융합을 탐색했다.[21] 2016년 해외 진출을 고려해 규모를 조정한 공연으로, 두 번째로 팸스초이스에 선정되었다. 이전 작품들의 경험을 바탕으로 보다 효율적이고 이동이 용이한 형태로 제작되었다.[12]

#### 씽씽
씽씽은 2014년 《쾌》 공연의 음악감독이었던 장영규의 제안으로 결성된 밴드로, 베이시스트 장영규, 기타리스트 이태원, 드러머 이철희, 국악인 신승태, 추다혜와 함께 6인조로 활동했다. 한국의 민요를 글램록, 디스코, 사이키델릭 록 등의 장르와 융합한 음악을 선보였으며, 2014년 12월부터 홍대 클럽에서 공연하며 활동을 시작하였다. 이후 2016년 뉴욕 쇼케이스를 시작으로, 2017년 미국 공영 라디오 방송 NPR의 타이니 데스크 콘서트에 출연하여 '민요메들리', '난봉가', '사설난봉가' 등을 선보여 현재까지 850만 회의 조회수를 기록하며 국제적 주목을 받았다. 특히 남성 보컬 멤버 이희문과 신승태의 크로스드레싱 복장은 《쾌》에서 박수무당에 영향을 받은 캐릭터 연출을 기반으로 한 것으로, 밴드의 트레이드 마크가 되었다. 각 멤버의 강한 개성과 음악적 방향성의 차이로 인해 팀은 2018년경 자연스럽게 해체되었다.

#### 깊은舍廊사랑 시리즈
2016년부터 2018년까지 경기 소리와 서도 소리를 체계적으로 기록하고 보존하는 아카이브 성격의 공연 삼부작 시리즈다. 전통 소리의 현대적 계승을 목표로 하며, 각 지역의 고유한 소리 특성을 연구하고 재해석하는 작업이다. 지금은 사라진 경기민요의 전통문화인 1970년대의 '깊은사랑'을 재현한 《깊은사랑》, 조선 말기 잡가류의 노래를 부르던 민간예인집단 사계축의 뿌리를 이어받아 남성 소리꾼의 삶을 그려보는 《사계축》,과거와 달리 여성화된 경기민요의 뿌리와 역사를 되짚은 《민요삼천리》, 디렉토리 서적으로 출간한 《깊은舍廊 사랑 디렉토리》로 이어진다.
2019년 이희문프로젝트 《날》(陧)은 씽씽 해체 이후의 상실감을 극복하는 과정에서 시작된 프로젝트다. 멜로디 악기 없이 서양의 드럼, 모듈러 신시사이저, 한국의 장구 등 세 가지 리듬 악기와 이희문의 목소리로만 구성된 실험적 프로젝트다. 퍼포머로서의 이미지를 배제하고 목소리가 가진 본질적인 면을 탐구하는 데 중점을 둔 작품이다.

### 2020년대

#### 강남 시리즈
자전적 이야기를 담은 연작 1인극 공연으로, 2022년 《강남 오아시스》, 2024년 《강남 무지개》 등을 발표했다. 강남에서 성장한 청년이 민요를 하게 된 독특한 스토리를 담고 있다. 관객들과 함께 치유의 과정을 나누는 특별한 작품으로 평가받고 있다. 《강남 오아시스》는 아버지의 부재에 대한 유년기의 이야기가 담겨 있으며, 《강남 무지개》는 사춘기 성장통을 담고 있다.

#### 한국 남자
2017년 여성들에 대한 위로에서 시작된 프로젝트로, 한국 남성이 여성에게 저질러온 잘못들에 대한 반성하며 민요를 통해 위로하고자 당시 한국 남자 일곱 명이 모여 시작하였다. 과거의 사랑방처럼 극장을 사랑방삼아 관객들을 불러모아 한국 사회가 규정한 남자에 대한 이야기를 경기소리의 재담 방식으로 풀이하여 수다를 펼치는 공연이다. 재즈밴드 프렐류드, 국악인 남성 듀오 프로젝트 그룹 놈놈과 협업하는 프로젝트로, 전통 소리와 재즈의 만남을 통해 새로운 음악적 가능성을 모색한다. 특히 신승태와의 협업은 이희문의 퍼포먼스에 새로운 힘을 실어주는 계기가 되었다.

#### 오방神과
2019년 KBS 《도올아인 오방간다》에 오방신으로 출연한 것을 계기로 결성된 레게 팀이다. 오방신 이희문, 국악인 남성 듀오 놈놈과 노선택이 이끄는 밴드 허송세월로 구성되어 있다. 중생(관객)들과 함께 고통과 번뇌로 가득 찬 속세를 탈출하는 ‘사바세계(娑婆世界) 탈출기’를 그리며, 흥(興)을 통해 사람들을 흥분시킨다는 컨셉을 가지고 있다. 이 프로젝트 활동으로 그는 전통음악과 레게의 융합을 통해 새로운 장르의 개척을 시도하고 있다. 2024년에는 프랑스 올림픽 관련 공연으로 3개 도시를 순회했으며, 독일 베를린, 일본에서도 투어를 진행했다. 특히 영국 런던의 재즈 페스티벌에서는 K-뮤직을 대표하는 아티스트로서 한국 전통음악의 현대적 해석을 선보였다.

## 음악적 특징

### 경기민요의 계승과 혁신
이희문의 경기민요는 서울을 중심으로 경기도, 강원도, 경상도, 충청도, 제주도 등 여러 지방 민요의 특색을 흡수한 것이 특징이다. 전라도 민요를 제외한 대부분의 지역 민요가 융합되어 있다. 그는 경기민요를 "한국 전통 음악계의 팝송"이라고 표현하며, 화려하고 경쾌한 선율 속에 희로애락을 담아내는 블랙코미디적 특성을 강조한다.
보컬은 전통 경기민요를 유지하면서도 리듬을 서양 음악, 현대 음악의 여러 장르와 접목시키는 실험적 시도를 한다. 국악기와 양악기가 섞이는 것에 조심스럽게 접근하며, 콜라보 무대에서 서양 음악에 다른 국악기를 넣지 않는 것은 자신의 목소리 자체를 하나의 국악기로 생각하는 그의 생각이 담겨있다. 보컬 테크닉을 강조하기 위하여 편곡에서 악기 소리를 최소화하고 단순화시키기도 한다. 경기민요에 대한 이희문의 여러 시도는 전통음악의 새로운 가능성을 모색하는 동시에, 현대 관객들과의 소통을 위한 노력으로 평가받고 있다.
이희문과 함께 오방신과로 활동하는 베이시스트 노선택은 이희문의 보컬에 대해 놀라울 정도로 섬세하며 매우 정확한 비브라토를 가지고 있다고 평하며, 경기민요계의 리오넬 메시로 평하였다. 한국경제의 조민선은 이희문이 오방신과 공연에서 소리를 내는 방식에 주목하며 "부드러움과 까슬함이 트위스트 된 오묘한 목소리, 성대를 강하게 자극하며 "탁"하고 강렬한 첫소리를 뿜어내는 순간, 그 독특한 발성과 소리의 질감은 객석을 압도했다"고 평하였다.

### 무대 퍼포먼스
이희문은 공연마다 다양한 스타일링을 선보이는 것으로 유명하다. 크로스드레싱은 2007년 안은미의 연출작 《바리 - 이승 편》에서 시작되었고, 2014년 오더메이드 레퍼토리 시리즈에서 본격화되었다. 스팽글, 하이힐, 가발 등 파격적인 의상과 퍼포먼스는 무속인들의 성별을 초월하는 특성에서 영감을 받았으며, 일제강점기 이후 여성 소리꾼들이 주도하는 경기민요계에 대한 예술적 반응으로도 해석된다.
저는 태어났을 때부터 어머니를 통해 민요를 들었고 여성인 선생님에게 배워왔거든요. 그러다 보니 주변의 몇몇 선생님들이 ”넌 왜 소리를 여자같이 하니”하고 물으시더라고요. 이런 스타일이 된 건 그런 반응을 비트는 작업이기도 해요. ‘내가 차라리 여자가 되어주겠다’ 그런 거죠.
그는 이러한 비주얼 콘셉트가 공연의 일부로, 어떤 복장을 입느냐에 따라 자신의 모습이 다르게 느껴지며, 같은 소리를 하더라도 또 다른 정체성이 소리와 결합하여 또 다른 모습을 완성한다고 밝혔다.

### 예술적 영향
그의 예술적 성장에는 여러 예술가들의 영향이 있었다.
- 어머니 고주랑 명창: 초기 음악적 영향과 경기민요의 DNA 전수[8][35]
- 이춘희 명창: 경기민요 입문과 전문적 교육[14]
- 안은미: 실험적 퍼포먼스와 예술적 방향성에 영향[11]
- 이태원: 경기소리의 논리적 분석과 현대적 해석[12]
- 장영규: 직관적이고 실험적인 음악 작업. 이희문에게 홍대 밴드를 소개하고 씽씽 활동을 하는 계기가 되었다.[21]

### 예술관
이희문은 전통음악을 하는 것을 자신의 팔자로 여기며, "전통이란 가장 트렌디한 것"이라는 관점을 가지고 있다. 그에 따르면 현재까지 남아있는 전통은 당대에 유행하며 강한 생명력을 가진 것들이며, 이는 과거에 박제되는 것이 아닌 지속적으로 진행형인 것이라고 본다. 그는 장인정신을 "변화무쌍하되 핵은 변하지 않는 것"이라고 정의하며, "지구력"을 강조한다.

## 음반 목록
- 이憘汶: 서울소리 프로젝트 <거침없이 얼씨구>(2013년)
- 이憘汶: 경기소리 프로젝트 <황제, 희문을 듣다>(2013년)
- 한국남자(2017년)
- 이희문 오더메이드레퍼토리 잡(2019년)
- 오방神과(2020년)
- 한국남자 2집(2020년)
- 강남오아시스(2022년)
- Minyo!(2022년)
- 장(2022년)
- SPANGLE(2023년)
- 강남무지개 Pt.1(2024년)

- 강남무지개 Pt.2(2024년)

## 수상
- 2006년 제33회 춘향국악대전 민요부문 대상
- 2006년 제6회 인천국악대제전 전국 국악경연대회 명창부 최우수상
- 2006년 제13회 전국민요경창대회 경기좌창부문 우수상
- 2006년 제26회 온나라 국악경연대회 민요부문 문화부장관상
- 2008년 제15회 전국민요경창대회 경기좌창부문 최우수상
- 2010년 제16회 전국민요경창대호 종합부문 대통령상
- 2014년 KBS국악대상 민요상
- 2015년 문화예술발전유공자 포상 오늘의 젊은 예술가상
- 2021년 서울시문화상 국악부문 수상
- 2021년 문화체육관광부 장관 표창[16]

## 참고문헌
- 박서영 (2020). “한국 전통 민요의 현대화 방안 연구 : 경기민요 소리꾼 이희문을 중심으로”. 《상명대학교 석사학위논문》.